# خورشيد أباد (مقاطعة اشتهارد)
خورشيد أباد (بالإنجليزية: Mazraeh-ye Khurshidabad)‏ هي مستوطنة تقع في قسم بلنغ آباد الريفي (مقاطعة اشتهارد) في إيران.